# Двигатели Renault серии K
Серия K — семейство рядных четырёхцилиндровых двигателей производства компании Renault. Двигатель производится с начала 1990 годов, работает на бензине (с 8 или 16 клапанами) или на дизельном топливе. Рабочий объём двигателей серии K составляет от 1,4 до 1,6 л. Двигатель устанавливается на такие модели, как Renault Logan, Renault Sandero, Lada Largus и др.

## Номенклатура
Начиная с середины 1980-х годов, типы двигателей Renault кодируются в виде XnY zzz. В этом коде X — латинская буква, соответствующая серии двигателя (для данной серии — K); n — цифра, обозначающая архитектуру двигателя (4 — для бензиновых двигателей с 4 клапанами на цилиндр; 7 — для бензиновых двигателей с распределённым впрыском и 2 клапанами на цилиндр; 9 — для дизельных двигателей с непосредственным впрыском); Y — буква, обозначающая рабочий объём двигателя; zzz — это, как правило, число, обозначающее какие-либо особенности конструкции данного двигателя и автомобилей, на которых он установлен (например, нечётные числа обозначают автомобили с автоматической коробкой передач, чётные — с механической).

## Бензиновые двигатели KxJ
Объём 1,4 литра.
| 8 клапанов    |                                  |                     |                               |
| Код двигателя | Мощность                         | Период              | Автомобили                    |
| K7J 700       | 55 кВт (75 л.с.)                 | 1997—2001           | Renault Clio                  |
| K7J 710       | 55 кВт (75 л.с.) при 5500 об\мин | 2004—2010 2008—2010 | Renault Logan Renault Sandero |

| 16 клапанов   |                                  |           |                     |
| Код двигателя | Мощность                         | Период    | Автомобили          |
| K4J 710       | 72 кВт (98 л.с.)                 | 1998—2010 | Renault Clio        |
| K4J 740       | 72 кВт (98 л.с.)                 | 1999—2010 | Renault Megane      |
| K4J 770       | 72 кВт (98 л.с.)                 | 2004—2010 | Renault Modus       |
| K4J 730       | 72 кВт (98 л.с.) при 6000 об\мин | 1999—2003 | Renault Scenic (II) |

## Бензиновые двигатели KxM
По оценке портала kolesa.ru, двигатели данной серии относятся к числу наиболее надёжных для машин малого класса.
| Технические характеристики  |               |
| --------------------------- | ------------- |
| Объём                       | 1,598         |
| Количество клапанов         | 8/16          |
| Максимальная мощность       | 75-90/ 95-115 |
| Тип инжектора               | MPi           |
| Тип топлива                 | бензин        |
| Катализатор                 | установлен    |
| Заправочный объём масла (л) | 3.5           |

| 8 клапанов    |                                  |                     |                                     |
| Код двигателя | Мощность                         | Период              | Автомобили                          |
| ------------- | -------------------------------- | ------------------- | ----------------------------------- |
| K7M 702/703   | 66 кВт (90 л.с.) при 5000 об\мин | 1995—1999           | Renault Megane Renault Scénic       |
| K7M 720       | 55 кВт (75 л.с.) при 5000 об\мин | 1995—1999           | Renault Megane Renault Scénic       |
| K7M 790       | 66 кВт (90 л.с.) при 5000 об\мин | 1996—1999           | Renault Megane                      |
| K7M 744/745   | 66 кВт (90 л.с.)при 5250 об\мин  | 1998—2003           | Renault Clio II                     |
| K7M 710       | 62 кВт (84 л.с.)при 5500 об\мин  | 2004—2010 2008—2010 | Dacia Logan Dacia Sandero           |
| K7M 800       | 64 кВт (87 л.с.) при 5250 об\мин | 2011—               | Dacia Logan Dacia Sandero           |
| K7M 812       | 63 кВт (85 л.с)при 5000 об\мин   | 2012—               | Dacia Lodgy Renault Sandero Stepway |

| 16 клапанов     |                                               |           |                                       |
| Код двигателя   | Мощность                                      | Период    | Автомобили                            |
| K4M 690         | 77 кВт (105 л.с.)при 5750 об\мин              | 2006—     | Renault Logan                         |
| K4M 710         | 81 кВт (110 л.с.) при 5750 об\мин             | 2001—2005 | Renault Laguna (II)                   |
| K4M 782         | 83 кВт (115 л.с.)при 6000 об\мин              | 2003—2009 | Renault Scenic (II)                   |
| K4M 848         | 74 кВт (100 л.с.)при 5500 об\мин              | 2008—     | Renault Mégane (III)                  |
| K4M 788         | 77 кВт (105 л.с.)при 5750 об\мин              | 2002—2008 | Renault Mégane (II)                   |
| K4M 812/813/858 | 81 кВт (110 л.с.) при 6000 об\мин             | 2001—     | Renault Mégane (II) (III)             |
| K4M 606/696/839 | 77(78) кВт,105 л.с.(106 л.с.) при 5750 об\мин | 2010—     | Renault Duster , Renault Mégane (III) |

## Дизельные двигатели K9K
K9K — это семейство рядных четырёхцилиндровых дизельных двигателей, совместно разработанных Nissan и Renault. Они имеют объём 1461 см³ и называются 1.5 DCI. Системы впрыска топлива поставляется компанией Delphi и Continental (бывший Siemens)
| Код двигателя                 | Мощность | Автомобили |
| ----------------------------- | -------- | --- |
| K9K 700 / 704                 | 65 л.с.  | Renault Logan; Renault Clio (II); Renault Kangoo; Suzuki Jimny; Proton Savvy;                                                                              |
| K9K 792                       | 68 л.с.  | Dacia Logan Mcv; Dacia Sandero; Renault Clio (II); |
| K9K 260 / 702 / 710 / 722     | 82 л.с.  | Nissan Almera; Renault Mégane (II); Renault Clio (II); Renault Kangoo; Renault Scénic (II); Nissan Micra (III); Schreiber Paito; Schreiber Upholstery (II) |
| K9K 724/728 / 766 / 796 / 830 | 86 л.с.  | Renault Mégane (II); Renault Modus; Renault Clio (III); Renault Mégane; Mini Cooper (I)                                                                    |
| K9K 832                       | 106 л.с. | Renault Kangoo; Renault Scénic (III); Renault Megane(III)                                                                                                  |
| K9K 636, 836, 837             | 110 л.с. | Renault Mégane; Renault Scénic (III); Renault Megane(III); Renault Laguna                                                                                  |
| K9K 858                       | 109 л.с. | Renault Duster Renault Fluence |
| K9K 892                       | 90 л.с.  | Dacia Logan; Renault Clio (III) |